# Glaresis foveolata
Glaresis foveolata es una especie de coleóptero de la familia Glaresidae.

## Distribución geográfica
Habita en Sudáfrica.